# Bücker Bü 133
Pour les articles homonymes, voir Bücker.
Le Bücker Bü 133 Jungmeister était un avion monoplace biplan dérivé du biplace Bücker Bü 131 Jungmann de Bücker Flugzeugbau.
Il lui était pratiquement identique hormis le fait qu’il était de taille légèrement inférieure car monoplace. 

## Histoire opérationnelle
Le Bü 133 a été mis en œuvre par la Luftwaffe comme avion d’entraînement avancé pour ses pilotes de combat en raison de ses excellentes qualités de vol en voltige aérienne.  
Il a été fabriqué sous licence par Dornier et pour l’armée de l’air espagnole par CASA. Chacun de ces pays a produit environ une cinquantaine d’appareils.
En 1959, le major suisse Jean Liardon remporte sur son Bü 133 Jungmeister immatriculé HB-MIC le Lookheed trophy de 1959, le dernier avant qu'il ne soit remplacé par le FAI World Aerobatic Championships.

## Variantes
L’appareil a existé en plusieurs versions : 
- Bü 133A équipé d’un moteur en ligne Hirth HM 60 (en) de 101 kW (135 ch)
- Bü 133B équipé d’un moteur en ligne Hirth HM 506 de 119 kW (160 ch)
- Bü 133C équipé d’un moteur 7 cylindres en étoile Siemens Sh 14A-4 (en) de 119 kW (160 ch).

## Utilisateurs militaires
- Afrique du Sud
- Reich allemand
- Allemagne
- Bulgarie
- État indépendant de Croatie

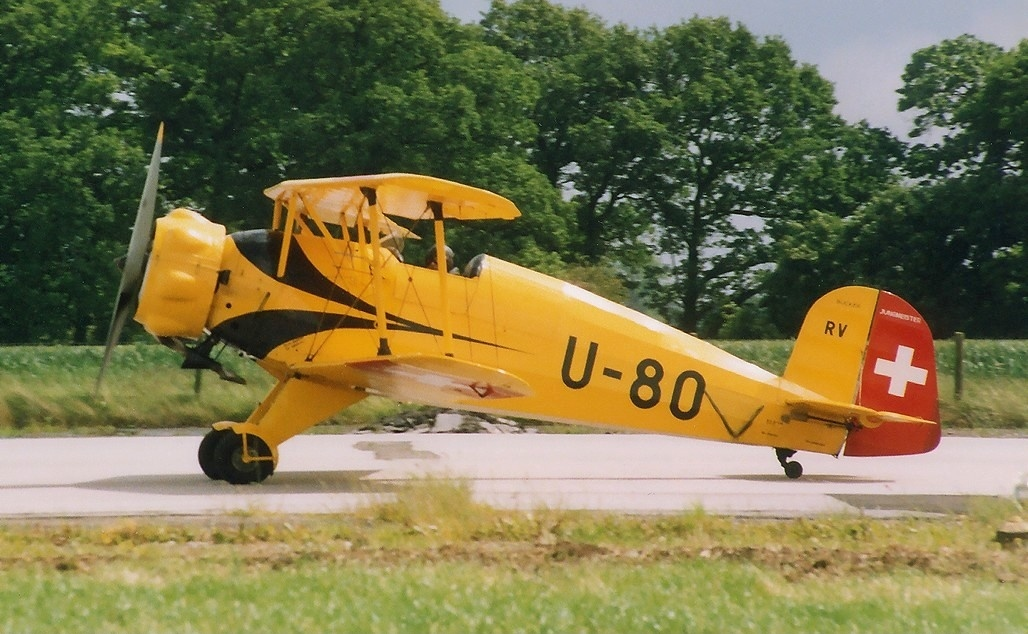
Un Bücker BÜ-133 Jungmeister suisse

- Seconde République espagnole
- Espagne
- Hongrie
- Lituanie
- Slovaquie
- Suisse : Troupes d'aviation et de DCA : Après que le Bücker BU 131 ait remporté le comparatif pour les avions d'école initiale, celui pour les avions d'entrainement au combat est remporté par sa version monoplace en 1936. 52 Bücker BÜ-133 Jungmeister sont commandés. Six sont fabriqués chez Bücker et quarante six sont fabriqués sous licence chez Doflug é Altenrhein. Les immatriculations vont de U-49 à U-100. Ils restent en service de 1937 à 1968 ou, dépourvus de radios et remplacés par les Pilatus P-3, les survivants sont transférés à l'aéro club de Suisse[2].
- Yougoslavie

## Bücker Bü 133 exposés
Un Bücker Bü-133 C Jungmeister (U-609) construit en 1936 et ayant appartenu aux troupes d'aviation suisses est exposé au Musée des Transports à Lucerne en Suisse ainsi qu'un moteur d'origine. Deux autres moteurs sont exposés au Technorama de Winterthour et au musée du matériel aéronautique du service des aérodromes militaires de Dübendorf.